# Central Deborah
Central Deborah är en gruva i Australien. Den ligger i kommunen Greater Bendigo och delstaten Victoria, omkring 130 kilometer nordväst om delstatshuvudstaden Melbourne.
Runt Central Deborah är det glesbefolkat, med 8 invånare per kvadratkilometer.. Närmaste större samhälle är Bendigo, nära Central Deborah. 
I omgivningarna runt Central Deborah växer huvudsakligen savannskog. Genomsnittlig årsnederbörd är 618 millimeter. Den regnigaste månaden är februari, med i genomsnitt 87 mm nederbörd, och den torraste är januari, med 17 mm nederbörd.